# Star Airways
Star Airways war eine albanische Fluggesellschaft mit Sitz am Flughafen Tirana, die nur sehr kurz operativ tätig war. Sie wollte mit Flugzeugen des Typs Airbus A320 Passagierflüge anbieten.

## Geschichte
Star Airways wurde von mehreren albanischen und italienischen Investoren gegründet und erhielt die Betriebsgenehmigung im Juni des Jahres 2009. Am 3. April 2010 erhielt Star Airways ihr erstes Flugzeug, einen Airbus A320-231 mit der Registrierung ZA-RED, der zuvor bei der mexikanischen Fluggesellschaft Mexicana de Aviación im Einsatz gestanden hatte. Ihr zweites Flugzeug, ein zuvor von Nouvelair eingesetzter Airbus A320-211, traf im Mai desselben Jahres ein. Beide Flugzeuge waren über den Leasinggeber ILFC angemietet.
Am 7. Juni 2010 nahm Star Airways den Flugbetrieb auf, jedoch wegen nicht erteilter Genehmigungen nicht mit ihren eigenen Flugzeugen, sondern mit zwei McDonnell Douglas MD-82 der ItAli Airlines. Das Liniennetz umfasste ab Tirana mehrere italienische Städte. Es war geplant, das Streckennetz um die Ziele Istanbul, Antalya, Thessaloniki und Düsseldorf zu erweitern.
Bereits im Sommer 2010 entzog die albanische Flugaufsichtsbehörde wieder die Lizenzen. Der Flugbetrieb wurde im September komplett eingestellt.

## Flotte
Mit Stand vom 15. Juni 2010 umfasste die Flotte der Star Airways:
- 2 Airbus A320-200 (davon war einer stillgelegt)